# Glan-Taylorjeva prizma
Glan-Taylorjeva prizma je optična prizma, ki spada med polarizacijske optične prizme. 
Imenuje se po  nemškem fiziku in meteorologu Paulu Glanu (1846–1898) in A. M. Taylorju. Prva sta jo opisala Archard in Taylor leta 1948.

## Zgradbe in delovanje
Narejena je iz dveh prizem iz kalcita, ki imata za osnovno ploskev pravokotni trikotnik. Mineral kalcit je znan po svoji dvolomnosti. Med prizmama je vzdolž hipotenuze zračna reža. Optična os kristala kalcita je vzporedna z ravnino, ki odbija. Na zračni reži se redni žarek odbije po popolnem odboju, izredni žarek pa nadaljuje pot in na koncu zapusti prizmo. Ker je vpadni kot na zračno režo zelo blizu Brewstrovemu kotu, se zelo malo svetlobe iz izrednega žarka odbije. Zaradi tega je ta vrsta polarizacijske prizme boljša kot Glan-Foucaultova prizma.